# JavaSpaces
JavaSpaces ist eine Spezifikation des Konzepts Object Spaces in der Programmiersprache Java. Ein Object Space ist hierbei ein assoziativer Speicher von verteilten, über das Netz erreichbaren Objekten. Kommunikationspartner (peers) kommunizieren ausschließlich indirekt über diese Objekte (stateful communication and coordination). Dadurch etabliert der JavaSpace einen "aktiven, verteilten Datenraum", wie er in keiner anderen Technologie geschaffen wird (traditionelles Grid-Computing). Einige Ansätze der Jini-Technologie kommen hierbei zur Anwendung. Bei der Idee, die sich hinter den JavaSpaces verbirgt, handelt es sich nicht um eine revolutionäre Neuerung, sondern sie basiert im Wesentlichen auf den Linda TupelSpaces.
Die Gründe, warum JavaSpaces eingesetzt werden, sind vielfältig. Meist wird Skalierbarkeit und Verfügbarkeit bei gleichzeitiger Reduzierung der Gesamtkomplexität angestrebt.
Die Ankündigung von Jini/Javaspaces erzeugte einen Medien-Hype, obgleich Sun-Mitbegründer und Chef-Jini-Architekt Bill Joy klarstellte, dass diese Art der verteilten Systemarchitektur einen "Quantensprung im Denken" erfordert.

## Ähnliche Konzepte
- Redis
- Lime: Linda in a Mobile Environment
- Limone
- IBM's TSpaces
- SQLSpaces
- PyLinda
- openMosix Cluster for Linux
- MozartSpaces

## Artikel
- Ohne Raum und Zeit – Bessere Software mit Spaces, Bernhard Angerer, iX 8/2008, S. 118ff https://shop.heise.de/katalog/ohne-raum-und-zeit (kostenpflichtig)
- Loosely Coupled Communication and Coordination in Next-Generation Java Middleware, Bernhard Angerer, Andreas Erlacher, java.net, 06/03/2005 http://today.java.net/pub/a/today/2005/06/03/loose.html
- JavaSpaces und ihr Platz im Enterprise Java Universum, Das Modell zum Objektaustausch: JavaSpaces vorgestellt, Dr. Gerald Löffler, Entwickler.com, 02/2004 http://jaxenter.de/artikel/JavaSpaces-ihr-Platz-im-Enterprise-Java-Universum
- Mainstream Grid Computing: Softwareentwicklung zur globalen Vernetzung, Bernhard Angerer, Werner Kurschl und Peter Lieber, ObjektSpektrum, 06/2004, http://www.sigs-datacom.de/sd/publications/pub_article_show.htm?&AID=1403&Table=sd_article (kostenpflichtig)